# ونک (سمیرم)
ونک شهری در بخش مرکزی شهرستان سمیرم استان اصفهان ایران است. شهر ونک در ۱۹۰ کیلومتری اصفهان و در ۳۳ کیلومتری شهرستان سمیرم قرار دارد دارای آب و هوای معتدل کوهستانی می‌باشد.

## جمعیت
بر پایه سرشماری عمومی نفوس و مسکن در سال ۱۳۹۵ جمعیت این مکان ۱٬۶۶۵ نفر (۵۷۶ خانوار) بوده است.
زبان اهالی ونک لری با لهجه ای بختیاری است.

## مکان‌های دیدن(تیرهیونکی)
از جاهای دیدنی ایه ونک امامزاده زیدبن علی در ۱۷ کیلومتری جاده ونک به سمیرم ۲- امامزاده معصومه خاتون در ۲ کیلومتری غرب شهر ۳- چشمه ناز ونک و منطقه شمس‌آباد ۴- سد کمانه ۵- مناطق دیدنی دیگر که شامل مناطق کشاورزی می‌باشد عبارت از ۱- عقدک ۲- سرتنگ ۴- چمه ۵- نخودان ۶- حنا علی شاه ۷- جسور ۸- مندک و سهران ۹- دشتَک و اطراف خود شهر
چشمه ناز ونک یکی از پر بازدیدترین جاذبه‌های منطقه است که در فاصله ۱۷۵ کیلومتری جنوب استان و ۳۳ کیلومتری جنوب غربی شهرستان سمیرم قرار دارد و این چشمه از ارتفاعات کوه دالان که بزرگ‌ترین قله آن دارای ارتفاع ۳۴۹۲ متری است، در شهر ونک سمیرم سر چشمه می‌گیرد و با پیوستن به رودخانه شمس‌آباد منظره بکر و بی بدیعی را به وجود آورده است. چشمه ناز، تنگ ده، تنگ دالان و منطقه شمس‌آباد، کوه‌های سر به فلک کشیده همراه با باغ‌ها و جنگل‌های انبوه، منطقه توریستی و طبیعی زیبایی را ایجاد کرده است.

## وجه تسمیه
نام شهر به قولی برگرفته شده از گونه درختان جنگلی فراوان بنام ون (ون زار) می‌باشد که در نهایت به ونک تبدیل گردیده است. در لغت‌نامه مرحوم دهخدا وکتاب فرهنگ معین عنوان روستائی با بیش از سه هزار سکنه از توابع شهرستان سمیرم، استان اصفهان آمده است با وجود سنگ نوشته‌ها وسابقه تاریخی، دلالت بر قدمتی تا یکهزار سال پیش را دارا می‌باشد.

## قدمت ونک
مدارک مکتوب به شرح زیر می‌باشد:
- ایل ونک دارای ۸۸۰نفر جمعیت بوده است که در زمان کریمخان زند عده ای از مردم به چابهار، عده ای به فراهان از توابع استان مرکزی و عده ای به تهران تبعید شده‌اند
- درده ونک تهران که بخشی از مردمش از شهر ونک بدانجا مهاجرت نموده‌اند. امامزاده‌ای به نام  امامزاده قاضی صابر مشهور به "آسید قاضی الصابر ونکی " مدفون است که در سال ۵۵۵ ه‍.ق وفات یافته است. با احتساب حداقل سن برای امامزاده قدمت ونک تهران حدود ۹۰۰ سال است و لذا قدمت شهر ونک بالای ۹۰۰ سال می‌باشد.
- از قدیمی‌ترین گورستان عمومی ونک که حدود ۵۰ سال پیش تخریب و در محل آن دبستان دخترانه سمیّه تأسیس شده است هیچ گونه مدرکی در دسترس نیست. اما در گورستان شرقی ونک پس از چند ساعت بررسی و تحقیق به سنگ قبری دست یافتیم که ۵۶۴ سال قدمت دارد. متن نوشتهٔ سنگ قبر به صورت تصویر و ترکیب خود آن در زیر آمده است:

الله محمد علی
هذا القبر مرحوم [م]
الشهید الارحمته
الله بی بی بنت محمد
در تاریخ ماه رجب
سنه احد ستین ثمانیه [کذا]
(سال ۸۶۱ هجری قمری)
متأسفانه اکثر کتاب‌های قدیمی ونک را چند سال پیش عتیقه خران شیرازی به یغما بردند و تعداد اندکی هم که احتمالاً موجود است در پستوها (انبارها) در تاریکی مطلق با گرد و خاک و نم و رطوبت دست و پنجه نرم می‌کنند.

## موقعیت جغرافیایی ونک
شهر ونک با مختصات ۵۱ درجه و ۲۵ دقیقه طول شرقی و ۳۱ درجه و ۳۲ دقیقه عرض شمالی، در جنوب غربی استان اصفهان و در دامنهٔ ارتفاعات زاگرس مرکزی قرار گرفته است. فاصلهٔ ونک تاشهر اصفهان، از طریق شهرهای سمیرم و شهرضا حدود ۱۹۰ کیلومتر است. ونک و حومهٔ آن از شمال به شهرستان بروجن، از جنوب به شهرستان یاسوج، از شرق به شهرستان سمیرم و از غرب به شهرستان لرکون بچه
دگان با مساحت ۵۰۰ کیلومتر مربع محدود می‌گردد.
شهر ونک را می‌توان یکی از مراکز غنی گردشگری به حساب آورد. دلیل آن را هم وجود هوای بسیار مطبوع در فصل بهار و تابستان دانست که به دور از دود و دم و ساختمان‌های شهرهای بزرگ بوده و منظره‌های طبیعی و بی نظیر خود را حفظ کرده است. دلیل دیگر را می‌توان، ارتفاع مناسب این منطقه از سطح دریا دانست و همچنین کوه‌ها و چشمه‌های بیشماری که آن را احاطه کرده است. آب و هوایی همانند مناطق شمالی کشور، ولی در مرکز ایران زمین. در فصل پاییز و زمستان نیز منظره‌های کم‌نظیری شکل می‌گیرد که چشم و روح هر بیننده‌ای را باز و شاد می‌نماید.
وجود مقبره‌های دو امامزاده، قدمگاه خواجه خضر، مناظر زیبای چشمه ناز، سد کمانه، دره قاش با چشمه و آبشار کوچک، تنگ امامزاده عقدک، چشمه‌های مزرعهٔ چمه، چشمه‌های جسور و اسفراهان، مزرعه شمس‌آباد محل تلاقی دو رودخانهٔ شمس‌آباد و گندمان، از صفحات زیبای این مجموعه است.
شهرداری شهر ونک سعی کرده است که با فراهم کردن امکانات اولیه (از جمله راهسازی‌های جدید، مناطق اسکان و . . .) برای گردشگران و سرمایه‌گذاران محترم، علاوه بر جلب رضایت خاطر ایشان، سهولت در دسترسی به مناطق مختلف این منطقهٔ بی نظیر را فراهم آورد.

## آب و هوا و طبیعت زمین
با عنایت به موقعیت جغرافیایی و قرار گرفتن ونک و مزارع آن در دامنهٔ سلسله جبال زاگرس، آب و هوای این منطقه متنوع و معتدل می‌باشد. مزارعی که در ارتفاعات بالاتر واقع شده‌اند دارای هوای سردتر و آن‌هایی که در کف دره‌ها هستند هوای گرمتری دارند. شهر ونک و مزارع شمس‌آباد، تنگده (تنگدم)، حنادر و کشتنگان از نقاط گرمتر و مزارع نخودان، کمانه، چمه، اسفراهان و جسور از مناطق سردتر هستند. در نقاطی از دالانکوه و کوه بالا که نسا هستند در بیشتر سال‌ها غیر از سال‌های خسکسالی، برف هر سال، برف سال پیش را می‌بیند. در سال‌های قبل از ورود یخ و یخچال به ونک، در گرمای تابستان، مردم مشتری برف یخچال‌های کوه بالا بودند؛ عده‌ای برف‌ها را با اره می‌بریدند و مقداری از گیاه چویل را (برای عطر خوب آن) کنارش می‌گذاشتند و بر چهارپا حمل می‌کردند، آنان زمان رفت و برگشت را طوری تنظیم می‌کردند که بتوانند حدود ساعت ۱۱ صبح قبل از شدت یافتن گرمای تابستان برف سرد را به بازار بیاورند و به فروش برسانند. آن‌هایی که در تابستان برف و شیره خورده‌اند و همچنین کشاورزانی که در مزارع حنادر و کشتگان در گرمای تابستان گندم درو کرده‌اند بیشتر از دیگران خنکی آن برف‌ها را در ذایقهٔ خود حساس می‌کنند.
با توجه به کشاورزی بودن منطقه، نیاز به نصب دستگاه‌های هواشناسی در چند نقطهٔ منطقه احساس می‌شود. انتظار می‌رود ادارهٔ کل هواشناسی استان از بذل هر نوع مساعدت به این منطقهٔ محروم دریغ نورزد.

## پستی و بلندی
مرتفع‌ترین نقطهٔ منطقه کوه دارمه است و پس از آن کوه بالا (بین مزارع کمانه و اسفراهان)، کوه دالان با ارتفاع ۳۳۰۰ متر، کوه اشینه و کوه سیاه به ترتیب خودنمایی می‌کنند. کم ارتفاع‌ترین (پست‌ترین) نقطهٔ حومهٔ ونک از سطح دریا مزارع شمس‌آباد و تنگده (تنگدم) می‌باشد.
سعی بر آن داشتیم تا با به دست آوردن یک دستگاه جی پی اس ارتفاع نقاط مختلف منطقه را از سطح دریا مشخص کنیم که متأسفانه موفق نشدیم، امیدواریم در فرصت‌های بعدی به این مهم دست یابیم. (دستگاه جی پی اس قادر است ضمن برقراری ارتباط با سه ماهواره از هفت ماهوارهٔ موجود در فضا موقعیت جغرافیایی، طول و عرض و ارتفاع از سطح دریا، هر نقطه از کرهٔ زمین را با دقت زیاد محاسبه کند و نشان دهد.

## پوشش گیاهی منطقه
چون پا بر خاک ونک گذاشتید از صخره‌ها، زمین‌های مزروعی و باغ‌ها که بگذرید منطقه را پوشیده از گیاهان وحشی اعم از بوته و درخت خواهید یافت. در بهاران شکوفه‌ها و گل‌ها در این سفره گسترده نعم الهی با طراوت و زیبایی هر چه تمامتر خود را به تماشای چشم‌های مشتاق می‌سپارند. نخست درختان این منطقه به شما معرفی می‌شود.
انجیر، بادام، بتک، بلوط، بنیو، بید (شامل بیدمشک، بید مجنون، بید معمولی، جربید که در بافت سبد به کار می‌رود)، پسته (به صورت محدود)، بنه- ون (پسته کوهی)، تاک، تبریزی، تربک، تیدره (تمشک)، توت، چنار، زردآلو، زربک (زرشک)، سیب (شامل گلاب بهاره، گلدان یا زرد، سیب رد یا قرمز، سیب محلی و …) سپیدار، شن، صنوبر، قژ، کژدرنگ، کل خنگ، کلک (زالزالک)، کی کم، کنده خیش، گردو، گویج (کویج) گینه همان گون است و چندین نوع متنوع دارد از آن جمله کتیرا، گزانگبین، گاوی، بزی، داری، کپی، گیلاس، رز (مو)، وهل (در مورد این درخت در جایی دیگر توضیحات بیشتر داده خواهد شد) هلو، هرزن (ارژن)، لیلی سور.

## منایع آبی شهر ونک
آب آشامیدنی و کشاورزی ونک و مزارع آن از سه طریق تأمین می‌گردد:
1. چشمه‌ها
2. قنوات
3. رودخانه‌ها

## چشمه‌ها
در محدودهٔ ونک بیشتر از یکصد چشمهٔ کوچک و بزرگ جاری است که در خشکسالی‌ها تعداد زیادی از آن‌ها کم‌آب یا به کلی خشک می‌گردند. اسامی چشمه‌ها به ترتیب الفبا به شرح زیر است: چشمه آقا (دشتک)، چشمه اندوقون (اندوقون)، چشمه امینی (عقدک)، چشمه اوگر (سرتنگ)، چشمه اوسه (چمه)، چشمه اسدالله (پی تل سرتنگ)، چشمه امامزاده معصومه (در صحن امامزاده)، چشمه الخاس (ماز هرزندون)، چشمه اسمی خان (مندک)، چشمه باغ گنجی (دالان)، چشمه بی کس (اسفراهان)، چشمه بید (دره بی چزی)، چشمه بیدهاشم (دره بی چزی)، چشمه بید (کمانه)، چشمه بنیویی (تنگ دالان)، چشمه بنیویی (تنگ سولجان)، چشمه باغ کاله پشتی (دره باغ کاله پشتی)، چشمه پینه زار (سهران)، چشمه پی تل (سرتنگ)، چشمه پس کوهک (سرتنگ)، چشمه پیازی (دالان)، چشمه تک او (دالان)، چشمه تاکی (تنگ دالان)، چشمه تنگ شرنا (دالان)، چشمه توه بچول (دشتک اسفراهان)، چشمه تنگوله (چمه)، چشمه تنگوله (چک زار)، چشمه تنگ اشکفت (نخودان)، چشمه تو رودخونه (پرچکون)، چشمه تنگ امامزاده عقدک (عقدک)، چشمه تنگ درپوله (جسور)، چشمه تلگن (تلگن)، چشمه جاغ جاغ (حنا علیشاه)، چشمه چاتی (پای گردنه سهران)، چشمه حنا علیشاه (حنای علیشاه)،
شایان ذکر است که چشمه ناز ونک که در حقیقت از چند چشمه تشکیل شده، چشمه‌ای پرآب با طبیعی زیبا در اطراف خود است. این چشمه پر آب که مانند یک رودخانه به نظر می‌رسد، در ۱۹ کیلومتری جنوب شرقی روستای ونک قرار دارد.

## گیاهان دارویی منطقه
در این بخش گیاهان دارویی شناخته شده منطقه را به شما معرفی کرده و برابر بررسی‌های انجام شده چگونگی استفاده از آن‌ها را توضیح می‌دهیم. متأسفانه اطلاعات مکتوب قدمای ونک به دست نیامد اگرچه اکثر صاحبنظران، بر آنند که در ونک کتابی از زمان مرحوم کربلایی خسرو بزرگ و محمدخان جراح وجود داشته و مورد استفاده قرار می‌گرفته است، لذا اطلاعاتی که تقدیم شما می‌شود از نوع تجربی و سینه به سینه می‌باشد که امید است جوانان علاقه‌مند منطقه و همچنین دیگر متخصصان از این اطلاعات مختصر بهره جسته و در راه تأمین سلامت مردم گام‌های مؤثری بردارند و این گیاهان جایگزین مناسبی برای داروهایی شیمیایی شوند.
پس از مطالعه این قسمت که مردم ونک تجربه کرده‌اند، نظر شما را به اسامی گیاهان دارویی که آقای دکتر صفایی جمع‌آوری کرده‌اند جلب می‌کنم:
آندشت: این گیاه در کوه رگ اسپید می‌روید و بادبر (بادشکن) است. مزه تند شبیه پیاز دارد و بوته اش شبیه لیزک است.
اوشون ترکی: این گیاه شبیه گیاه مرزن جوش است و به شخص مبتلا به اسهال می‌خورانند.
اولیله: چای کوهی هم به آن می‌گویند. دم کرده آن را برای رفع دردهای شکم و کمر استفاده می‌کنند.
اووشون جیره یا ژیره: نوعی آویشن معطر گرم است که خاصیت بادبری دارد آن را به صورت دم کرده میل می‌کنند یا کوبیده برگ‌های آن را روی غذا به خصوص تخم مرغ آب‌پز می‌ریزند.

## ونک در لغت
۱- لغت‌نامه دهخدا: ونک Vanak: جانوری است بی دم، کبود رنگ شبیه به گربه و به عربی وبر گویند. (برهان).
جانوری است شبیه و مانند گربه بی دم که به عربی وبر گویند (انجمن آرای ناصری)
ونک: دهی است از دهستان چناورد بخش آخوره شهرستان فریدن سکنه آن ۲۲۵ تن است (از فرهنگ جغرافیایی ایران، جلد ۱۰)
ونک: دهی است جزو بخش شمیران شهرستان تهران در ۸ هزار گزی شمال باختری تهران قرار گرفته و سردسیر است. تعداد ۸۰۶ تن سکنه دارد. آب آن از ۶ رشته قنات و در بهار از رودخانه اوین درکه حق آب دارد و محصول آن غلات، اسپرس، مختصر بن شن، توت، گردو، انار و انواع میوه جات است. توت ونک به خوبی معروف است. سابقاً در تابستان در حدود ۱۰۰ خانوار از تهران به این ده آمده و ساکن می‌شدند، اما اکنون ابنیه و عمارات بسیار در آنجا ساخته شده است و سکنای دایم در آن می‌کنند (از فرهنگ جغرافیایی ایران، جلد ۱۰)
ونک: قصبه بخش سمیرم بالا از شهرستان شهرضای اصفهان، سکنه آن ۳۰۰۰ تن است. (از فرهنگ جغرافیایی ایران، جلد ۱۰)
۲- فرهنگ معین: ونک: ده، بخش شمیران شهرستان تهران استان مرکز. در ۴ کیلومتری باختر تجریش و ۸ کیلومتری شمال باختر تهران. دامنه و سردسیر است و ۸۰۶ تن سکنه دارد. راه شوسه و آسفالته به تهران دارد.
ونک: قصبه‌ای از بخش سمیرم بالا]ی[ شهرستان شهرضا در ۴۶ کیلومتری شمال باختر سمیرم، کوهستانی سردسیر، ۳۰۰۰ تن سکنه دارد. آب از رود ونک، محصولش غلات و حبوبات است. شغل اهالی کشاورزی، گله داری و صنایع دستی محلی قالیچه و گلیم بافی است.
۳- فرهنگ فارسی عمید: ونک: (به فتح واو و نون) نگا، وبر.
وبر: ع (به فتح واو و سکون با) جانوری است کوچکتر از گربه، دارای موهای دراز و دم کوتاه و گوش‌های کوچک، در فارسی ونک هم گفته شده، یکی از روزهای سرمای پیرزن را هم می‌گویند.
۴- ونک در فارسی ناصری: در فارسنامه در فهرست اسامی نواحی بلوکات فارس آمده است: بلوکات سرحد شش ناحیه از سردسیرات فارس در میانه شمال و مغرب شیراز افتاده است. درازای آن از قریه کیفته تا گندمان ۲۱ فرسخ و پهنای آن از اسفدران تا قریه میمند فلارد ۱۴ فرسخ است. از قدیم تاکنون همیشه حکومت و ضابطی این بلوک با خوانین قشقایی بوده و تاکنون در تصرف داراب خان ایل بیگی قشقایی باقی است و این شش ناحیه از این قرار است:
1. ناحیه پادنا قصبه آن خور است.
2. ناحیه حنا قصبه آن را نیز حنا گویند.
3. ناحیه سمیرم قصبه آن را نیز سمیرم گویند.
4. ناحیه فلارد قصبه آن را نیز فلارد گویند.
5. ناحیه وردشت قصبه آن گرم آباد است.
6. ناحیه ونک قصبه آن را نیز ونک گویند.

سه منطقه در کشور با نام ونک ثبت شده است.